# خطل نومي
يجمع الخطل النومي (بالإنجليزية: Parasomnia)‏ بين مجموعة من اضطرابات النوم التي تترافق عادة مع فرط النوم أو نقصه. تشمل هذه الاضطرابات حركات جسدية غير طبيعية، على غرار الحديث والصراخ وتخيل تصورات وأحلام (مثل الكوابيس) لا وجود لها في بداية النوم أو النعاس، أو أثناء النوم أو عند الاستيقاظ. معظم حالات الخطل النومي تحدث خلال حالات نوم منفصلة، تكون عبارة عن عوارض جزئية أثناء التحول من اليقظة إلى نوم حركة العين غير السريعة، أو من اليقظة إلى مرحلة نوم حركة العين السريعة.
بالرغم من كون الشخص يكون نائما وغير واعي أثناء الخطل النومي، إلا أن سلوكه يكون عادة معقدا أو هادفا وواعيا للآخرين إلى حد ما، وفي غالب الأحيان لن يتذكر ما حدث بعد استيقاظه.

## سيميولوجيا اضطرابات الخطل النومي
تظهر لدى المصابين بالخطل النومي مظاهر جانبية أثناء النوم في شكل سلوكات غير طبيعي، بما فيها السرنمة (المشي أثناء النوم) الذي يصيب حولي 17 في المائة من الأطفال و4 في المائة من البالغين. تحدث هذه الاضطرابات غالبا أثناء مرحلة النوم العميق. يحدث ذلك كله نتيجة للربط الذي يقوم به الدماغ بين ماهو تخيلي في الأحلام وماهو واقعي في البيئة المحيطة بالشخص (تخطي العقبات، صعود السلالم وما إلى ذلك). تحدث اضطرابات سلوكية أخرى أثناء مرحلة نوم حركة العين السريعة وتؤثر بشكل تفاضلي على الاشخاص فوق سن الخمسين. الأعراض هي مزعجة للغاية وأحيانًا عنيفة، تستدعي من المرضى استشارة الطبيب. قد تكون في بعض الأحيان هذا السلوكات مؤشرا على بداية مرض باركنسون.

## التصنيف
يستخدم الإصدار الأحدث من التصنيف الدولي لاضطرابات النوم (icsd الطبعة الثالثة) تفارُق الحالة كمفهوم للخطل النومي؛ وعلى عكس ما سبق، اعتبرت كل من حالة نوم حركة العين غير السريعة وحالة نوم حركة العين السريعة حالات حصرية، حيث أظهرت الأبحاث أن خليط هذه الحالات وارد وبالتالي يمكن أن ينتج عنهما حالات غير مستقرة قد تظهر في نهاية المطاف على أنها خطل نومي أو تغير مستوى الوعي.
يحتوي التعريف السابق على ثغرات على الرغم من صحته من الناحية التقنية. كما تسهل دراسة مفهوم تفارُق الحالة استيعاب اضطراب النوم وتزود تصنيفاً لعشر فئات أساسية.

## التشخيص

### الجوانب السريرية
اضطرابات الخطل النومي هي واحدة من مظاهر حالات النوم المنفصلة الأكثر تطرفا، والتي هي خليط أو تراكب غير متناقض يجمع بين الاستيقاظ والنوم العميق.  بشكل عام، لا يدرك الفرد  هذه السلوكيات ولا يتذكرها عند الاستيقاظ (باستثناء الكوابيس).
المظاهر السريرية لاضطراب نوم حركة العين السريعة:
- الميل لتواجدها عند الذكور.
- متوسط العمر الإصابة 50 – 65 عاماً (يتراوح بين 20-80 عاماً).
- النطق والصراخ والشتم المرافقين للأحلام.
- نشاط حركي بسيط أو معقد قد يؤدي إلى إصابة المريض أو شريك الفراش.
- يحدث عادةً في النصف الأخير من فترة النوم (نوم حركة العين السريعة).
- قد تترافق مع مرض التحلل العصبي.

## اضطرابات حركة العين غير السريعة
اضطرابات حركة العين غير السريعة هي اضطرابات استثارية تحدث خلال المرحلة الثالثة (أو الرابعة قبل دمج المرحلتين الثالثة والرابعة) من نوم حركة العين غير السريعة، المعروفة باسم باسم نوم الموجة البطيئة. تنجم هذه الاضطرابات أساسا عن تنشيط فسيولوجي يترك فيه دماغ المريض نوم الموجة البطيئة ويصبح عالقا في حالة بين النوم والاستيقاظ. تتضمن هذه الاضطرابات على وجه التحديد، تفعيل الجهاز العصبي الذاتي أو الجهاز العصبي الحركي أو العمليات المعرفية أثناء التحولات أثناء النوم أو أثناء الانتقال من النوم إلى الاستيقاظ.
تكون بعض مظاهر اضطرابات حركة العين غير السريعة (المشي أثناء النوم وهلع النوم والتهيج الخلطي) شائعة في مرحلة الطفولة، إلا أنها تتناقص بشكل متواتر مع التقدم في العمر. يمكن لهذه الاضطرابات الحدوث عند بعض الأفراد كنتيجة لتعاطي الكحول، الحرمان من النوم، النشاط البدني الكثيف، الإجهاد العاطفي، الاكتئاب، الأدوية، أو كأعراض لمرض الحمى. يمكن أن تتراوح اضطرابات الاستثارة المربكة بين المشي أثناء النوم (السرنمة) والرعب الليلي. كما وتشمل الاضطرابات المحددة الأخرى كلا من متلازمة الأكل الليلي، ممارسة الجنس أثناء النوم، صرير الأسنان، اضطراب الحركة النظمية، متلازمة تململ الساقين والتكلم أثناء النوم.

### الاستثارة الخلطية
الاستثارة الخلطية هي واحدة من اضطرابات الخطل النومي الشائعة على وجه التحديد عند الأطفال، في وقت لايتعدى فيه معدل انتشارها عند البالغين حدود ال 4 في المائة. يعاني في العادة الرضع والأطفال الصغار من الاستثارة الخلطية على شكل كميات كبيرة من الحركة والزحار، يمكن أن تتطور هذه الاضطرابات لاحقا إلى ضربات عابرة أو بكاء لا يطاق. الاستثارة الخلطية بصفة عامة هي حالة يستيقظ فيها الشخص من النوم ويبقى في حالة مضطربة يعيش خلالها صحوة جزئية، مباشرة بعد ذلك يعود الفرد عادة للنوم. تستمر هذه النوائب من بضع ثوان إلى بضع دقائق وقد لا تكون مستجيبة للمنبهات. لا تعتبر حالة الاستيقاظ هذه بالخطيرة. وقد يكون اضطراب نوم آخر موجودا مما يؤدي إلى الاستيقاظ غير الكامل.

### المشي أثناء النوم (السرنمة)
تتراوح نسبة انتشار اضطراب المشي أثناء النوم ما بين 1 إلى 17 في المائة في مرحلة الطفولة، ويتكرر هذا الخطل بشكل أكبر في عمر 11 إلى 12 سنة. سرعان ما تقل هذه النسبة مع التقدم في السن لتبلغ حوالي 4 في المائة عند البالغين.
يدخل الأفراد العاديون أثناء نومهم في دورات نوم تتراوح بين النعاس والنوم العميق. في كل مرة ينام فيها الفرد، يمر عبر سلاسل مختلفة من نوم حركة العين غير السريعة وحركة العين السريعة. يكون خطل السرنمة ناجما في العادة عن الإرهاق والقلق عند الأطفال والمراهقين، لكنه في المقابل قد يظهر عند البالغين كنتيجة لشرب الكحول وتعاطي المهدئات وبعض الأدوية. يمكن للفرد أثناء السرنمة بالرغم من كونه نائما أن يؤدي حركات اعتيادية، على غرار التحرك في المكان أو خلع ملابسه أو الجلوس أو التجوال خارجا والظهور مستيقظا، كما يمكنهم أيضا فتح عيونهم بدون وعي أثناء النوم. بعض الناس يتحدثون أيضا أثناء نومهم، ويتفوهون بكلمات لا معنى لها، بل ويدخلون في جدال مع أشخاص ليسوا هناك أصلا.

### الهلع الليلي (هلع النوم)
يؤدي هذا الاضطراب الذي يحدث  في غالب الأمر في المرحلة الثالثة من النوم  إلى شعور الفرد بالهلع والخوف الشديد المصاحب للصراخ. أثناء حدوث نوبة الهلع هذه تكون جميع محاولات تعزية الفرد غير مجدية بتاتا، بل وقد تؤدي إلى تفاقم وإطالة حالة الارتباك التي يشعر بها الضحية. عادة ما يعاني الضحية من فقدان الذاكرة مباشرة بعد الحدث، لكن هذا الفقدان لايكون كامل دائما.
في المجمل يعاني ما يصل إلى 3 من مجموع البالغين من اضطراب الهلع الليلي. يتراوح سلوكات الضحية خلال هذه الظاهرة بين من المعتدلة والعنيفة للغاية. يعد هذا الاضطراب شائع جدا بين أولئك الذين يعانون من اضطرابات ما بعد الصدمة العنيفة (PTSD).

### طحن الأسنان (صرير الأسنان) أثناء النوم
طحن الأسنان هو اضطراب شائع في النوم حيث يطحن الفرد أسنانه أثناء النوم. يسبب صرير الأسنان في غالب الأحيان اضطرابا في النوم للفرد ولشريكه في السرير ويتسبب في تلف الأسنان أو كسرها وشعور بألم فكي حاد. هذا ويمكن لهذا الاضطراب أن يؤدي إلى الإصابة بصداع نصفي وضعف الأسنان وخلل المفصل الصدغي الفكي وغيرها من المضاعفات.
طحن الأسنان هو اضطراب ناتج عن عدة أسباب لعل أبرزها التوتر والقلق وفي بعض الأحيان عن خطأ في تركيب تيجان وحشوات الأسنان غير المناسبة أو كنتيجة لأسباب أخرى تتعلق بعظام الفكين.

### تململ الساقين أثناء النوم
وهو اضطراب يؤثر بشكل خاص على الساقين، حيث يؤدي إلى تحريكهما بينما يكون المريض نائما.

### الجنس أثناء النوم
يقصد بالجنس أثناء النوم تلك الحالة التي يشارك فيها الشخص في نشاطات جنسية أثناء نومه. يمكن أن تشمل هذه النشاطات غير الواعية فعل الاستمناء، المداعبة أو غيرها، بالإضافة إلى ممارسة الجنس مع شخص آخر. وفي حالات قصوى القيام باعتداء جنسي (يشمل الاغتصاب).

### تناول الأكل أثناء النوم
متلازمة الجوع الليلي أو متلازمة تناول الأكل أثناء النوم أو أيضا اضطراب الأكل الشره في الليل، هي نوع من اضطراب الشعور بالجوع والحاجة إلى تناول الطعام، التي يمكن تصنيفها تحت طائلة اضطرابات الخطل النومي. حيث أن المصابين بها يعانون منها بشكل منتظم ليلا، في هذا الإطار تسمى أيضا بجوع منتصف الليل. هناك جدل ما زال قائما حاليا حول ما إذا كانت هذا الاضطراب مرضا بالفعل أم إنه لا يتعدى أن يكون سوى عادة سيئة، إذ وإلى غاية اللحظة لم يصدر أي تعريف علمي بخصوص ذلك.

### متلازمة الرأس المنفجر
التي تصنف على أنها نوع من أنواع الهلوسات التي قد تصيب الفرد، حيث سيسمع بشكل مفاجئ صوتا مزعجا ومرتفعا للغاية شبيه بصوت دوي انفجار أو اطلاق للنار يكون مصدره من داخل رأس الشخص. وصفت هذه الحالة لأول مرة من طرف الطبيب سيلز وير ميتشيل في سنة 1876، عندما ذكر حالة رجلين يعانيان مما وصفه بـ «الانبعاثات الحسية»، وما ذكره الرجلان متمثلا في سماع «أجراس صاخبة»، أو «طلقات رصاص» توقظهم من النوم.

## اضطراب نوم حركة العين السريعة

### اضطرابات نوم حركة العين السريعة السلوكية
اضطراب نوم حركة العين السريعة السلوكي هي واحد من اضطرابات الخطل النومي، التي تشمل سلوكات غير طبيعية يقوم بها المريض أثناء مرحلة نوم حركة العين السريعة، وهي المرحلة التي لاتكون فيها العضلات في حالة ونى. الشئ الذي يؤدي بالفرد المصاب إلى التمثيل الجسدي لأحلامه بدون وعي منه؛ وبالتالي التسبب في حدوث إصابات متكررة (كدمات، تمزقات وكسور) له وللآخرين. يلجأ بعض المرضى عادة إلى تدابير ذاتية للحماية، مثلا عن طريق ربط أنفسهم بالسرير أو باستخدام الوسائد كحواجز أو النوم في غرفة فارغة. من الناحية
الديموغرافية، حوالي 90 في المائة من المصابين بهذا الاضطراب هم من الذكور، ومعظمهم يفوق سنهم ال50 عاما.

### شلل النوم المعزول المتكرر
هو اضطراب آخر يصنف ضمن اضطرابات الخطل النومي، يتميز بعدم قدرة الشخص المصاب على القيام بحركات طوعية عند بداية النوم أو عند الاستيقاظ منه.